# Балдауф, Феликс
Феликс Балдауф (норв. Felix Baldauf, род. 22 октября 1994) — норвежский борец греко-римского стиля, призёр Европейских игр 2019 года и чемпион Европы 2017 года. 

## Биография
Родился в 1994 году. Свою первую международную медаль (серебро) завоевал на чемпионате Европы среди юниоров в 2012 году, а в 2014 году выиграл чемпионат Европы среди юниоров в 2014 году и стал первым норвежцем борцом победившим на таком высоком уровне. 
В 2015 году принял участие на I Европейских играх в Баку, занял итоговое 15-е место. 
В 2017 году в Сербии в весовой категории до 98 кг он стал чемпионом Европы среди взрослых. 
На Европейских играх в Минске он завоевал бронзовую медаль в весовой категории до 97 кг. 